# 皮尔斯-圣阿曼兹
皮尔斯-圣阿曼兹（荷蘭語：Puurs-Sint-Amands，荷蘭語發音：[ˈpyːrˌsɪnt ɑˈmɑnts]）是比利时弗拉芒大區安特衛普省梅赫倫區的一个市镇，位于安特卫普、东佛兰德、弗拉芒布拉班特三省交界处，通行荷蘭語，是弗拉芒社群的一部分，面积48.99平方千米，人口26,208人（2021年1月1日）。该市镇于2019年1月1日由原市镇皮尔斯和圣阿曼兹合并而成。